# Musk Foundation
Die Musk Foundation ist eine gemeinnützige US-amerikanische Stiftung, die überwiegend von dem Unternehmer und Milliardär Elon Musk finanziert und von ihm geleitet wird. Die Stiftung verschrieb sich der Förderung von erneuerbaren Energien, bemannter Weltraumerkundung, Kinderheilkunde, Wissenschafts- und Ingenieursausbildung sowie der „Entwicklung sicherer künstlicher Intelligenz zum Wohle der Menschheit“. Ende 2023 verfügte sie über ein Vermögen von 9,5 Milliarden US-Dollar.

## Gründung und Organisation
Die Musk Foundation wurde im Dezember 2001 von Elon Musk und seinem Bruder Kimbal Musk gegründet. Sie war zunächst in Los Angeles registriert. Mittlerweile hat sie ihren Sitz in der texanischen Hauptstadt Austin. Die Stiftung hat keine Angestellten oder Vollzeitmitarbeiter. Sie wird von einem unbezahlten Board of Directors geleitet, das aus Elon Musk und Mitarbeitern seines Family Office besteht.

## Spendeneingänge und Vermögen
Die Stiftung wurde zunächst mit 2 Millionen US-Dollar ausgestattet. Von 2012 bis 2015 erhielt sie weitere 3 Mio. Dollar. 2016 spendete Elon Musk Tesla-Aktien im Wert von 254 Mio. Dollar an die Stiftung, womit er Steuerzahlungen vermied, die beim Verkauf der Aktien angefallen wären. 2020 erhielt die Stiftung nochmals 4 Mio. Dollar. Durch Kurssteigerungen der Tesla-Aktien stieg das Vermögen der Stiftung bis Ende 2020 auf 3 Milliarden Dollar.
2021 spendete Musk weitere Tesla-Aktien im Wert von damals 5,7 Milliarden Dollar an die Musk Foundation. Schätzungen zufolge kann er dadurch bis zu zwei Milliarden Dollar an Steuern vermieden haben, die beim Verkauf der Aktien angefallen wären. Auch 2022 spendete Musk Tesla-Aktien, diesmal im Wert von 1,95 Milliarden Dollar. Im selben Jahr verzeichnete die Stiftung einen Spendeneingang von 2,2 Milliarden Dollar.

## Spendenausgänge
Bis 2020 gewährte die Stiftung etwa 350 Förderspenden mit einem Gesamtvolumen von geschätzten 100 Millionen Dollar, unter anderem für Musks Non-Profit-Einrichtungen Ad Astra und OpenAI. Weitere Spenden gingen an die University of Pennsylvania, an die Wikipedia-Betreiberin Wikimedia Foundation, an die KI-Denkfabrik Future of Life Institute, an die X-Prize Foundation für den Global Learning X-Prize, an die Naturschutzorganisationen Sierra Club und National Wildlife Federation sowie an Oxfam und an die Clinton Foundation. Auch Elon Musks Lieblingsveranstaltung – das Burning-Man-Festival in Nevada – wurde bedacht. Die meisten dieser Spenden wurden auf dem Weg über Wohltätigkeitsfonds anonymisiert.
Im September 2021 spendete die Musk Foundation im Rahmen einer Spendenaktion des SpaceX-Kunden Jared Isaacman 55 Millionen US-Dollar an das Kinderkrankenhaus und Krebsforschungsinstitut St. Jude Children’s Research Hospital. Im selben Jahr stellte sie 100 Millionen Dollar für die Technologieentwicklung zur Entfernung von Kohlendioxid aus der Atmosphäre zur Verfügung.
2022 vergab die Stiftung – wie bereits im Vorjahr – insgesamt 160 Millionen Dollar an Spenden. 10 Millionen davon gingen an die von Elon Musk neu gegründete Stiftung The Foundation, die die Gründung einer Schule in Austin vorbereitet. 2023 erhielt The Foundation weitere 100 Millionen Dollar.

## Kritik
Sowohl die Auswahl der Spendenempfänger als auch eine relativ geringe Auszahlungsquote wurden kritisiert.
Nachdem ihr Vermögen auf mehrere Milliarden Dollar angewachsen war, vergab die Musk Foundation 2021, 2022 und 2023 jeweils weniger als 5 % des Stiftungsvermögens an Spenden. Sie unterschritt damit das gesetzlichen Minimum an Spenden, welches zum Erhalt der Steuerbefreiung nötig ist; die Differenzbeträge beliefen sich auf 41, 234 beziehungsweise 421 Millionen US-Dollar. Diese Differenzen wurden für 2021 und 2022 durch nachträgliche Spenden im Folgejahr ausgeglichen, sodass keine Strafsteuern anfielen. Für 2024 liegen noch keine Zahlen vor.
Der Guardian kritisierte, dass die Stiftung diverse eigene Projekte von Musk und dessen Familienmitgliedern finanzierte, was allerdings für Milliardäre und wohlhabende Stifter nicht ungewöhnlich sei. Die New York Times kam zu der Einschätzung, dass bis einschließlich 2022 etwa die Hälfte der Spenden der Musk Foundation an Organisationen gingen, die „in Verbindung“ zu Musk, zu einem seiner Angestellten oder zu einem seiner Unternehmen stehen. Musk Philanthropie sei „planlos und weitgehend eigennützig“.
Nach Einschätzung des Biographen Walter Isaacson hat Musk wenig Interesse an Philanthropie. Er sei der Ansicht, dass er mehr für die Menschheit tun könne, indem er sein Geld in seinen Unternehmen belasse und mit diesen die Ziele von nachhaltiger Energie, Weltraumerkundung und KI-Sicherheit verfolge.